# Nina Simone

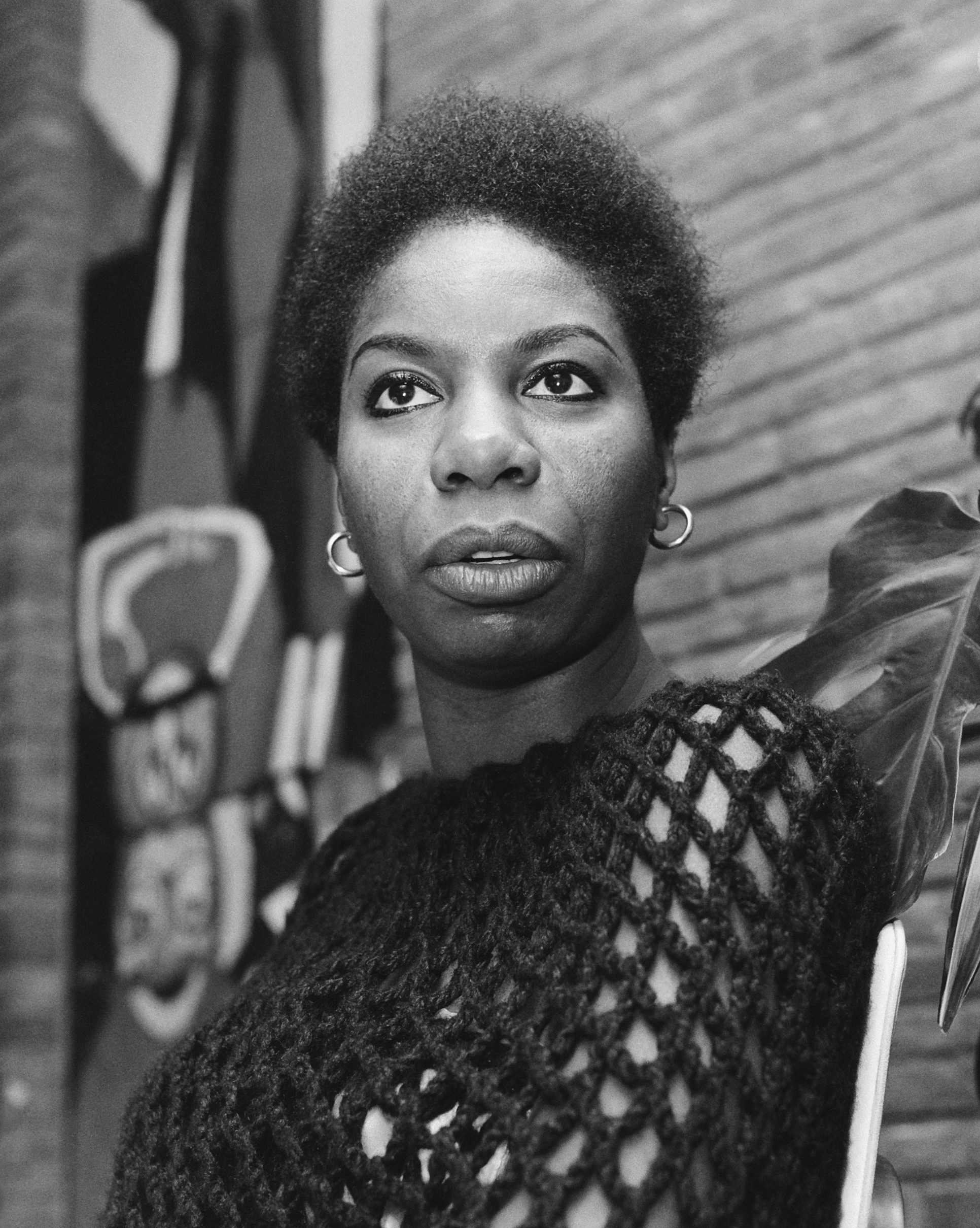
Nina Simone (1965), Fotografie von Ron Kroon

Nina Simone (bürgerlich Eunice Kathleen Waymon; * 21. Februar 1933 in Tryon, North Carolina, USA; † 21. April 2003 in Carry-le-Rouet, Frankreich) war eine US-amerikanische Jazz- und Bluessängerin, Pianistin, Songschreiberin und Bürgerrechtsaktivistin.

## Leben

### 1933–1954: Frühes Leben
Nina Simone war das sechste von acht Kindern. Ihre Mutter war eine Methodistenpredigerin, und ihr Vater arbeitete als Entertainer und Frisör sowie in einer chemischen Reinigung. Bereits im Alter von drei oder vier Jahren begann sie mit dem Klavierspielen. Das erste Lied, das sie lernte, war God Be With You, Till We Meet Again. Sie zeigte Talent am Klavier und trat in ihrer örtlichen Kirche auf.
Ihr Konzertdebüt gab sie mit klassischer Musik im Alter von 12 Jahren. Später erzählte Simone, dass ihre Eltern, die in der ersten Reihe Platz genommen hatten, gezwungen waren, in den hinteren Teil des Saals zu gehen, um Platz für die Weißen zu machen. Sie sagte, dass sie sich weigerte zu spielen, bis ihre Eltern wieder nach vorne gebracht wurden, und dass dieser Vorfall zu ihrem späteren Engagement in der Bürgerrechtsbewegung beitrug. Simones Musiklehrer half bei der Einrichtung eines Sonderfonds, um ihre Ausbildung zu finanzieren, anschließend wurde ein lokaler Fonds eingerichtet, um ihre weitere Ausbildung zu unterstützen. Mit Hilfe dieses Stipendiums konnte sie die Allen High School for Girls in Asheville, North Carolina, besuchen.
Nach einem Studium an der renommierten Juilliard School in New York City wollte sie ihre Ausbildung in Philadelphia am Curtis Institute of Music abschließen, wurde jedoch nicht zugelassen. Simone vertrat die Auffassung, dass sie aus rassistischen Gründen nicht zugelassen wurde. Mitarbeiter vom Curtis Institute bestritten dies, Curtis habe schon lange schwarze Studentinnen und Studenten zugelassen. Im Jahr, als sich Simone bewarb, wurden im Fach Klavier von 72 Bewerberinnen und Bewerbern nur drei angenommen. Im Jahr 2003, wenige Tage vor ihrem Tod, verlieh ihr das Institut ein Ehrendiplom.
Über einen Job als Klavierlehrerin kam Nina Simone zum Gesang und improvisierte von Anfang an eigene Stücke. Sie wählte den Nachnamen Simone, weil sie ein Fan der Schauspielerin Simone Signoret war. Ihr Gesangs- und Klavierstil war von Nellie Lutcher beeinflusst, deren Karriere ungefähr zu der Zeit endete, als Nina Simone bekannt wurde. Nina Simone vermied den Ausdruck Jazz und nannte ihre Musik Black Classical Music.

### 1954–1964: Frühe Erfolge
1957 veröffentlichte sie in New York ihr erstes Album auf Bethlehem Records, ein Konzert 1959 in der New York City Town Hall machte sie in den USA und in Europa bekannt. Von ihren Fans wurde sie ehrfürchtig als „Hohepriesterin des Soul“ bezeichnet. In den 1960er-Jahren engagierte sie sich in der US-amerikanischen Bürgerrechtsbewegung. Mit Liedern wie Mississippi Goddam und To Be Young, Gifted, and Black (Liedtext von Weldon Irvine) wurde sie eine der musikalischen Leitfiguren dieser Bewegung.
1961 heiratete sie den New Yorker Polizisten Andrew „Andy“ Stroud (1925–2012), der später ihr Manager wurde und einige Songs für sie schrieb. 1962 brachte sie die gemeinsame Tochter Lisa Celeste Stroud zur Welt, die unter dem Künstlernamen Lisa Simone als Sängerin bekannt wurde. 1971 wurde die Ehe geschieden.

### 1964–1974: Bürgerrechtszeit

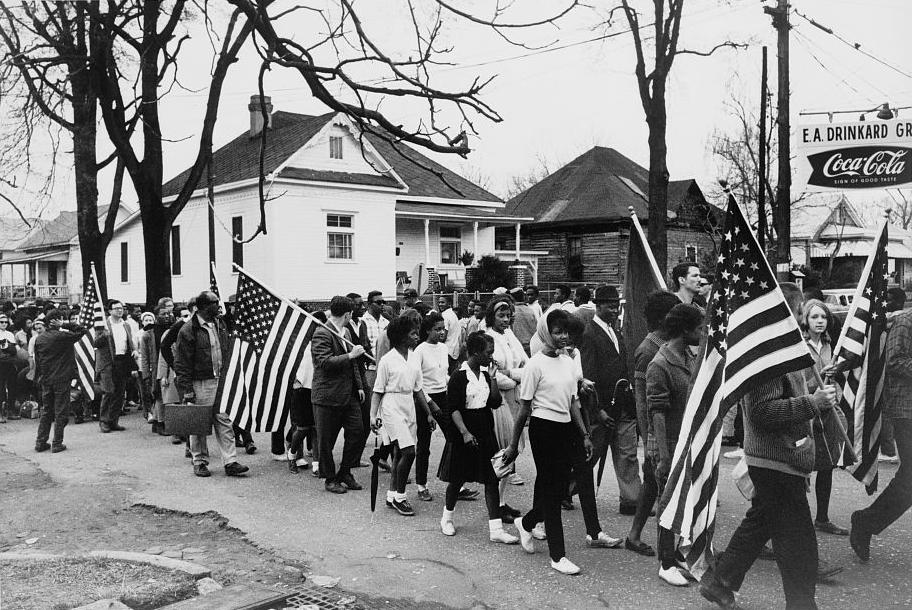
Marsch von Selma nach Montgomery, an dem Simone im März 1965 teilnimmt

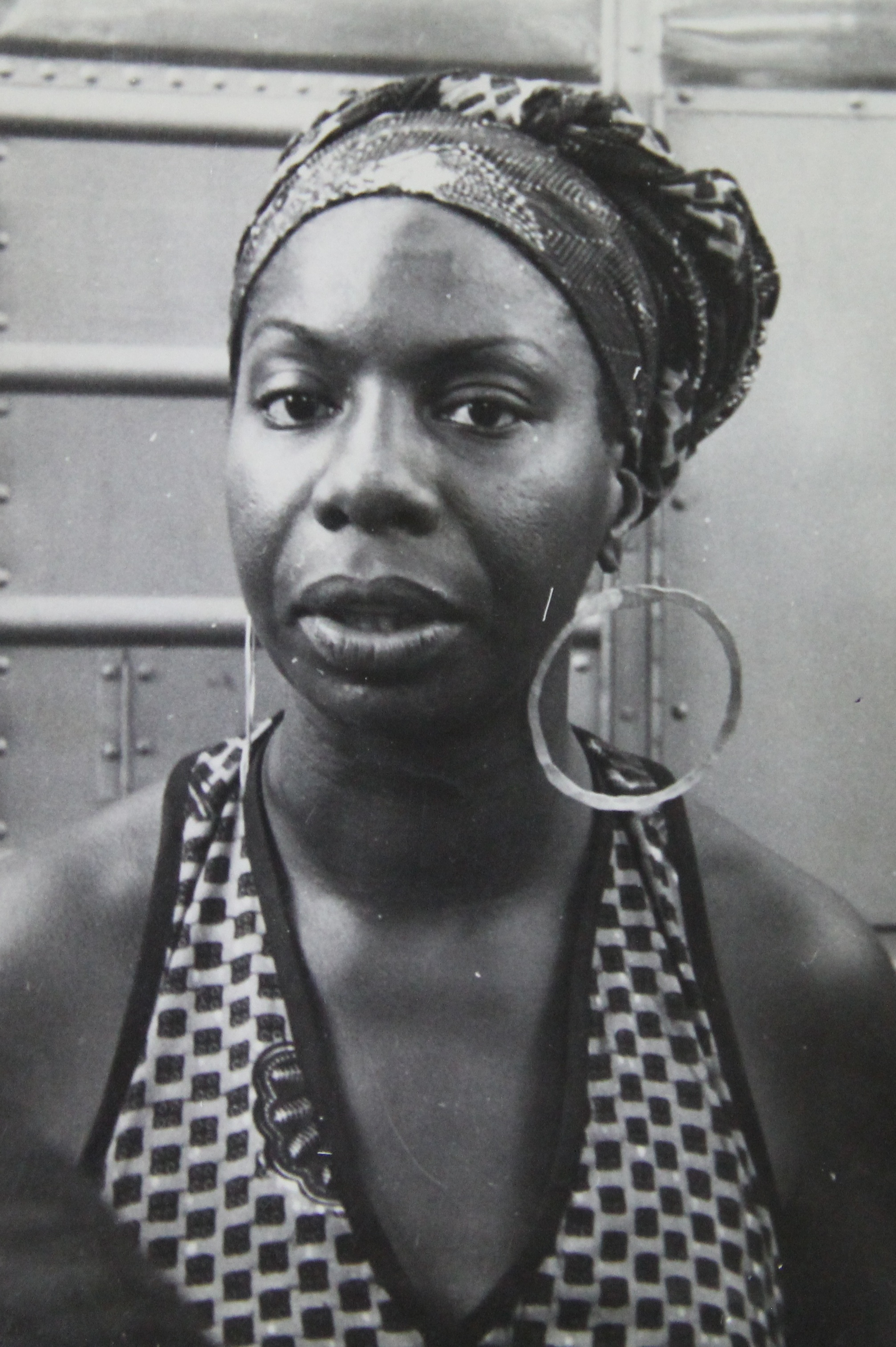
Nina Simone, 1969

1964 wechselte Simone den Plattenvertrieb von der amerikanischen Firma Colpix zur niederländischen Philips Records, was eine Änderung des Inhalts ihrer Aufnahmen bedeutete. Sie hatte schon immer Lieder in ihr Repertoire aufgenommen, die sich auf ihr afroamerikanisches Erbe bezogen, wie z. B. Brown Baby von Oscar Brown und Zungo von Michael Olatunji auf ihrem Album Nina at the Village Gate von 1962. Auf ihrem Debütalbum für Philips, Nina Simone in Concert (1964), thematisierte sie in dem Song Mississippi Goddam erstmals die Rassenungleichheit in den Vereinigten Staaten. Damit reagierte sie auf die Ermordung von Medgar Evers am 12. Juni 1963 und den Bombenanschlag auf die 16th Street Baptist Church in Birmingham, Alabama, am 15. September 1963, bei dem vier junge schwarze Mädchen getötet wurden und ein fünftes teilweise erblindete. Sie sagte, das Lied sei, „als würde man zehn Kugeln auf sie zurückwerfen“, und wurde zu einem von vielen weiteren Protestsongs, die Simone schrieb. Das Lied wurde als Single veröffentlicht und in einigen Südstaaten boykottiert.
Später erinnerte sie sich daran, dass Mississippi Goddam ihr „erstes Bürgerrechtslied“ war und dass das Lied „in einem Ansturm von Wut, Hass und Entschlossenheit“ zu ihr kam. Das Lied stellte den Glauben in Frage, dass sich die Rassenbeziehungen schrittweise ändern könnten, und forderte sofortige Entwicklungen: „Ich und meine Leute sind jetzt fällig“. Es war ein Schlüsselmoment auf ihrem Weg zum Bürgerrechtsaktivismus. Der Song Old Jim Crow auf demselben Album thematisiert die Jim-Crow-Gesetze zur Verstärkung der Rassentrennung. Nach Mississippi Goddam wurde die Botschaft der Bürgerrechte zur Norm in Simones Aufnahmen und wurde Teil ihrer Konzerte. Als ihr politischer Aktivismus zunahm, verlangsamte sich das Tempo der Veröffentlichung ihrer Musik.
Simone trat auf und sprach bei Bürgerrechtsversammlungen wie den Märschen von Selma nach Montgomery. Wie Malcolm X, ihr Nachbar in Mount Vernon (New York), unterstützte sie den schwarzen Nationalismus und befürwortete eine gewaltsame Revolution anstelle des gewaltlosen Ansatzes von Martin Luther King Jr. Sie hoffte, dass die Afroamerikaner mit Hilfe des bewaffneten Kampfes einen eigenen Staat bilden könnten, obwohl sie in ihrer Autobiografie schrieb, dass sie und ihre Familie alle Rassen als gleichwertig betrachteten.

### 1974–2003: Späteres Leben

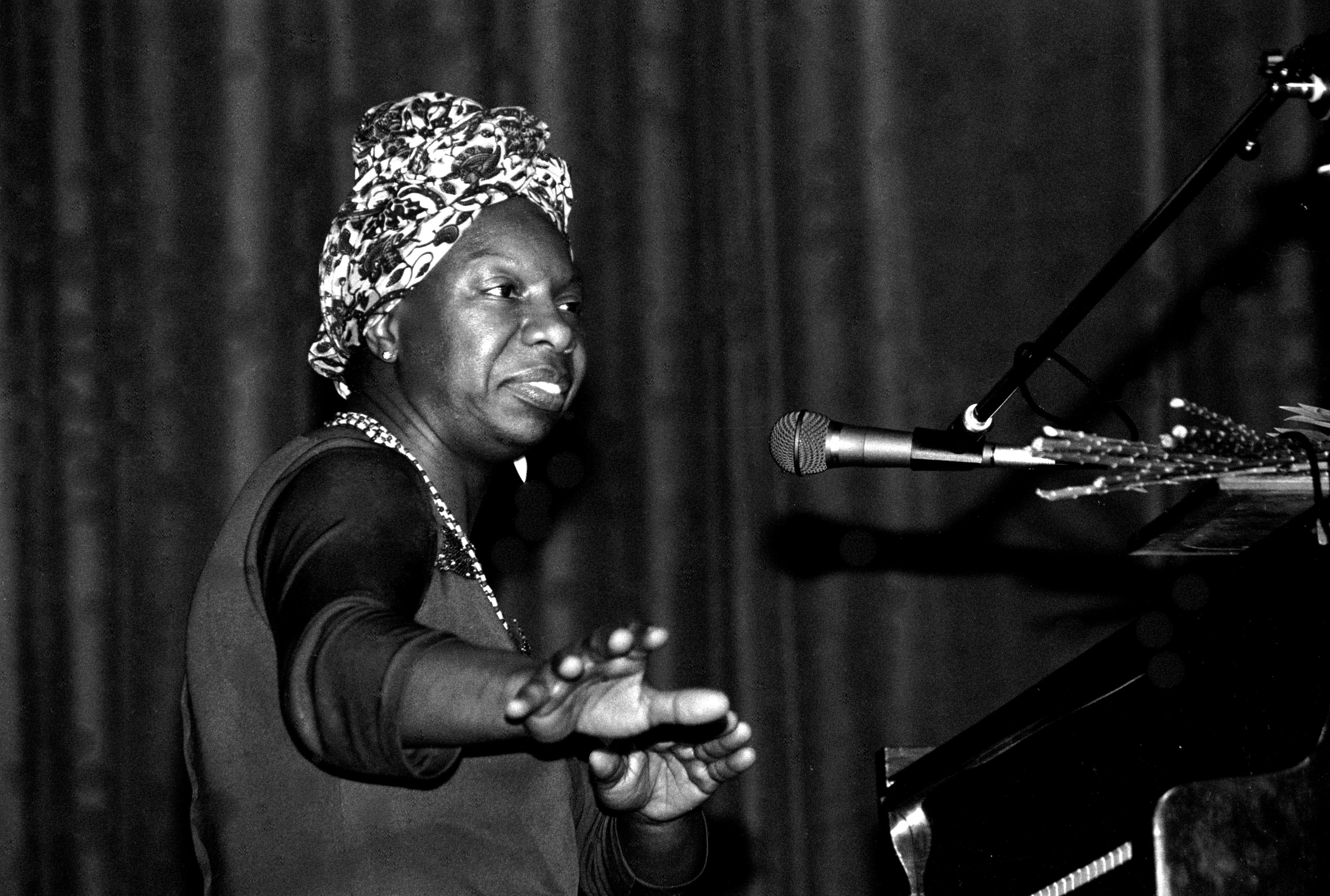
Nina Simone bei einem Konzert 1982 in Frankreich

Simone nahm 1974 ihr letztes Album für RCA Records, It Is Finished, auf und nahm erst 1978 wieder eine Platte auf, als sie von Creed Taylor, dem Besitzer von CTI Records, überredet wurde, ins Tonstudio zu gehen. Das Ergebnis war das Album Baltimore, das zwar kein kommerzieller Erfolg war, aber von der Kritik recht gut aufgenommen wurde und eine stille künstlerische Renaissance in Simones Schaffen einläutete. Die Auswahl ihres Materials blieb eklektisch und reichte von geistlichen Liedern bis zu Hall & Oates' Rich Girl. Vier Jahre später nahm Simone Fodder on My Wings bei einem französischen Label, Studio Davout, auf.
Ihr privates Leben war von Krisen geprägt. Sie floh aus ihren Ehen, hatte eine Affäre mit dem Premierminister von Barbados (Errol Barrow), suchte aufgrund einer Empfehlung von Miriam Makeba ihre Bestimmung in Afrika, unternahm Europatourneen, die sie ihrem politischen Kampf in den USA entfremdeten, und galt in der Plattenindustrie zunehmend als schwierig. Ihr Album Baltimore (1978) wurde von der Kritik gelobt, verkaufte sich aber zunächst schlecht. In den 1980ern trat sie regelmäßig im Jazzclub von Ronnie Scott in London auf (und nahm dort auch ein Album auf). Ihre Autobiografie I Put a Spell on You erschien 1992, ihr letztes reguläres Album 1993. Im gleichen Jahr zog sie nach Südfrankreich, wo sie zehn Jahre lebte und 2003 nach langem Krebsleiden starb.

## Performance-Stil

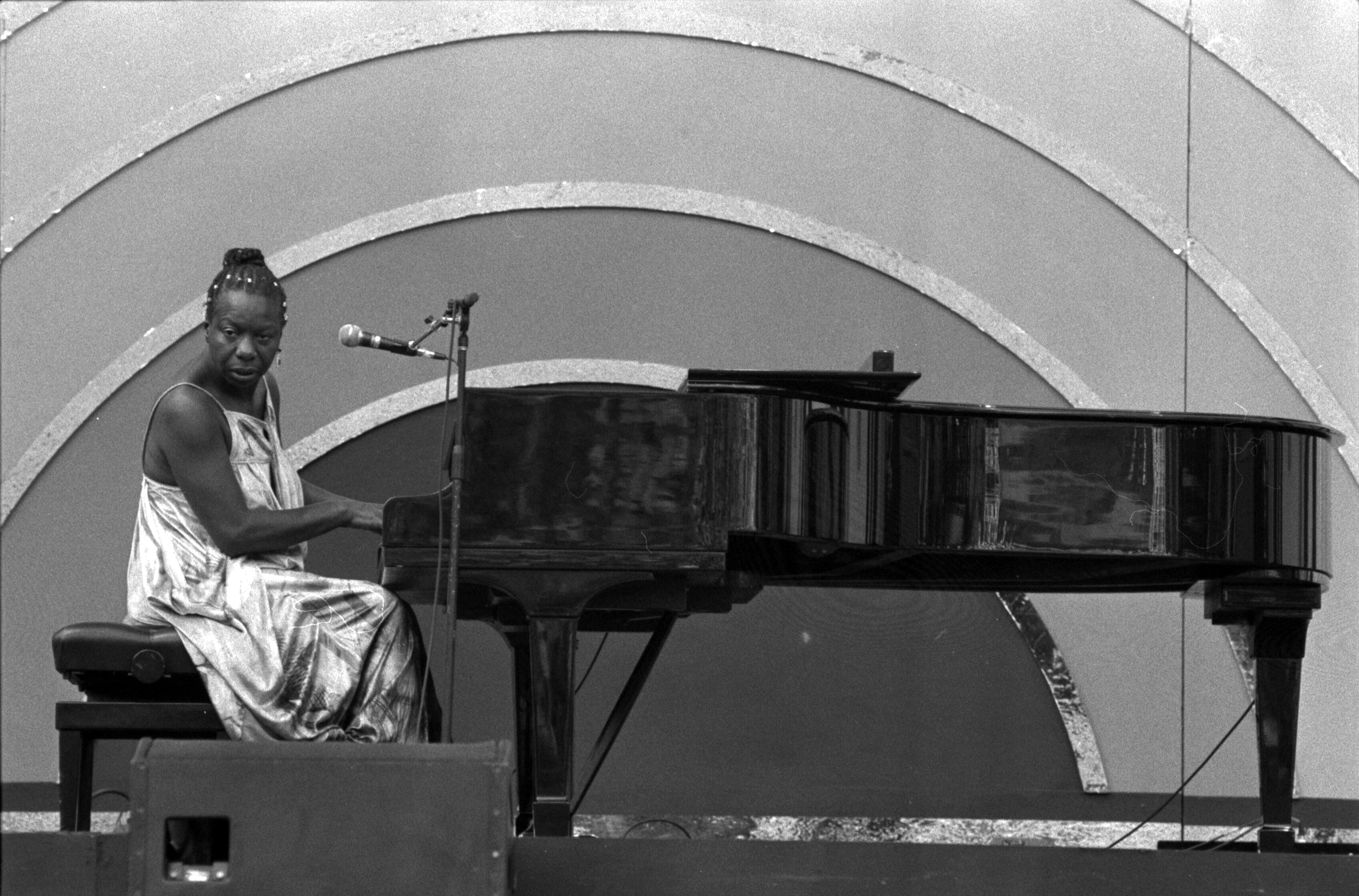
Simone auf dem Playboy Jazz Festival 1986

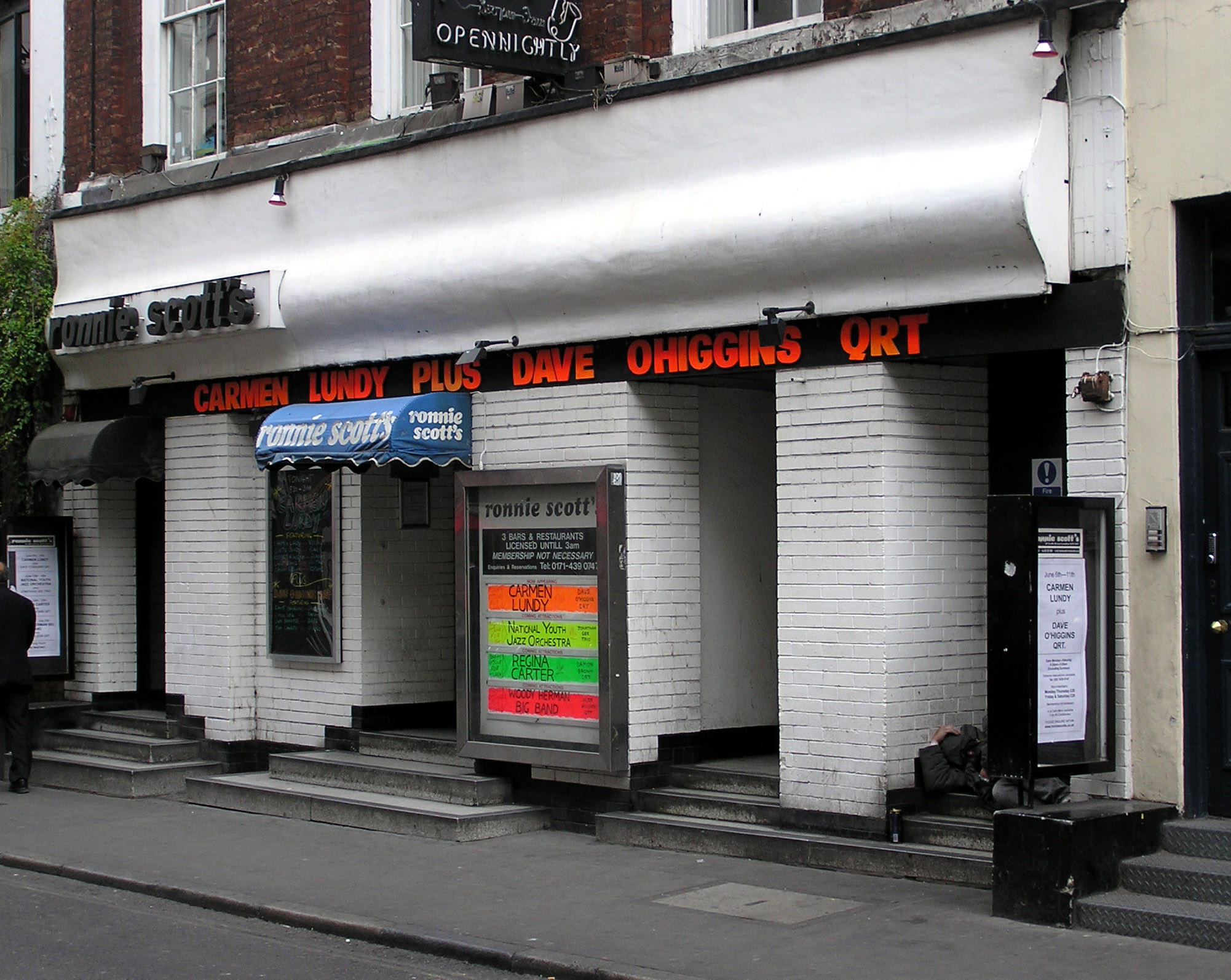
Der Jazzclub Ronnie Scott's, in dem Simone 1984 ein Live-Album aufnahm.

Simones Haltung und Bühnenpräsenz brachten ihr den Titel „Hohepriesterin des Soul“ ein. Sie war Pianistin, Sängerin und Performerin, „getrennt und gleichzeitig“. Meist als Arrangeurin und seltener auch als Komponistin bewegte sich Simone vom Gospel über Blues, Jazz und Folk bis hin zu Stücken im Stil der europäischen Klassik. Neben der Verwendung des Bach'schen Kontrapunkts griff sie auf die besondere Virtuosität des romantischen Klavierrepertoires des 19. Jahrhunderts zurück – Frédéric Chopin, Franz Liszt, Sergei Wassiljewitsch Rachmaninow und andere. Der Jazztrompeter Miles Davis sprach in höchsten Tönen von Simone und zeigte sich tief beeindruckt von ihrer Fähigkeit, einen dreistimmigen Kontrapunkt zu spielen (ihre beiden Hände am Klavier und ihre Stimme liefern jeweils eine separate, aber ergänzende Melodielinie). Auf der Bühne baute sie Monologe und Dialoge mit dem Publikum in ihr Programm ein und nutzte oft die Stille als musikalisches Element. Die meiste Zeit ihres Lebens und ihrer Plattenkarriere wurde sie von dem Schlagzeuger und Jazz-Musiker Leopoldo Fleming und dem Gitarristen und musikalischen Leiter Al Schackman begleitet. Sie war dafür bekannt, dass sie dem Design und der Akustik jedes Veranstaltungsortes große Aufmerksamkeit schenkte und ihre Auftritte auf den jeweiligen Veranstaltungsort abstimmte.
Simone wurde als eine manchmal schwierige oder unberechenbare Künstlerin wahrgenommen, die gelegentlich das Publikum anpöbelte, wenn sie es als respektlos empfand. Schackman versuchte, Simone während dieser Phasen zu beruhigen, indem er solo auftrat, bis sie sich beruhigt hatte und zurückkehrte, um das Konzert zu beenden. Ihre frühen Erfahrungen als klassische Pianistin hatten Simone darauf konditioniert, ein ruhiges, aufmerksames Publikum zu erwarten, und ihre Wut neigte dazu, in Nachtclubs, Lounges oder an anderen Orten, an denen die Gäste weniger aufmerksam waren, aufzuflammen. Schackman beschrieb ihre Live-Auftritte als „hit or miss“ (Treffer oder Niete), die entweder Höhen hypnotischer Brillanz erreichten oder andererseits mechanisch ein paar Songs abspulten und die Konzerte dann abrupt beendeten.

## Vermächtnis und Einfluss
Der US-amerikanische Musikkritiker Will Friedwald zitierte sie kurz in seinem Hauptwerk Jazz Singing (1990) und schrieb, dass sie „abweisend und unkommunikativ“ sei und einen Kult betreibe, „den nur ihre Anhänger verstehen“. Inzwischen hat er seine Aussagen 2010 in A biographical guide to the great jazz and pop singers revidiert, ihr einen Artikel gewidmet und ihr die „wichtigste“ Rolle für ihren Einfluss auf den Jazz im 20. Jahrhundert zugeschrieben. Der damalige Präsidentschaftskandidat Barack Obama nannte 2008 Sinner Man einen seiner zehn Lieblingstitel.
Am 28. Mai 2021 veröffentlichten das Montreux Jazz Festival und das Musikunternehmen BMG The Montreux Years. Die in verschiedenen Formaten erhältlichen Live-Alben, darunter Doppel-LP- und Zwei-Disc-CD-Editionen, bieten eine Sammlung der besten Auftritte von Nina Simone beim Montreux Jazz Festival, darunter auch bisher noch nie veröffentlichtes Material, das in seiner vollen Klangqualität restauriert wurde.

### Populärkultur

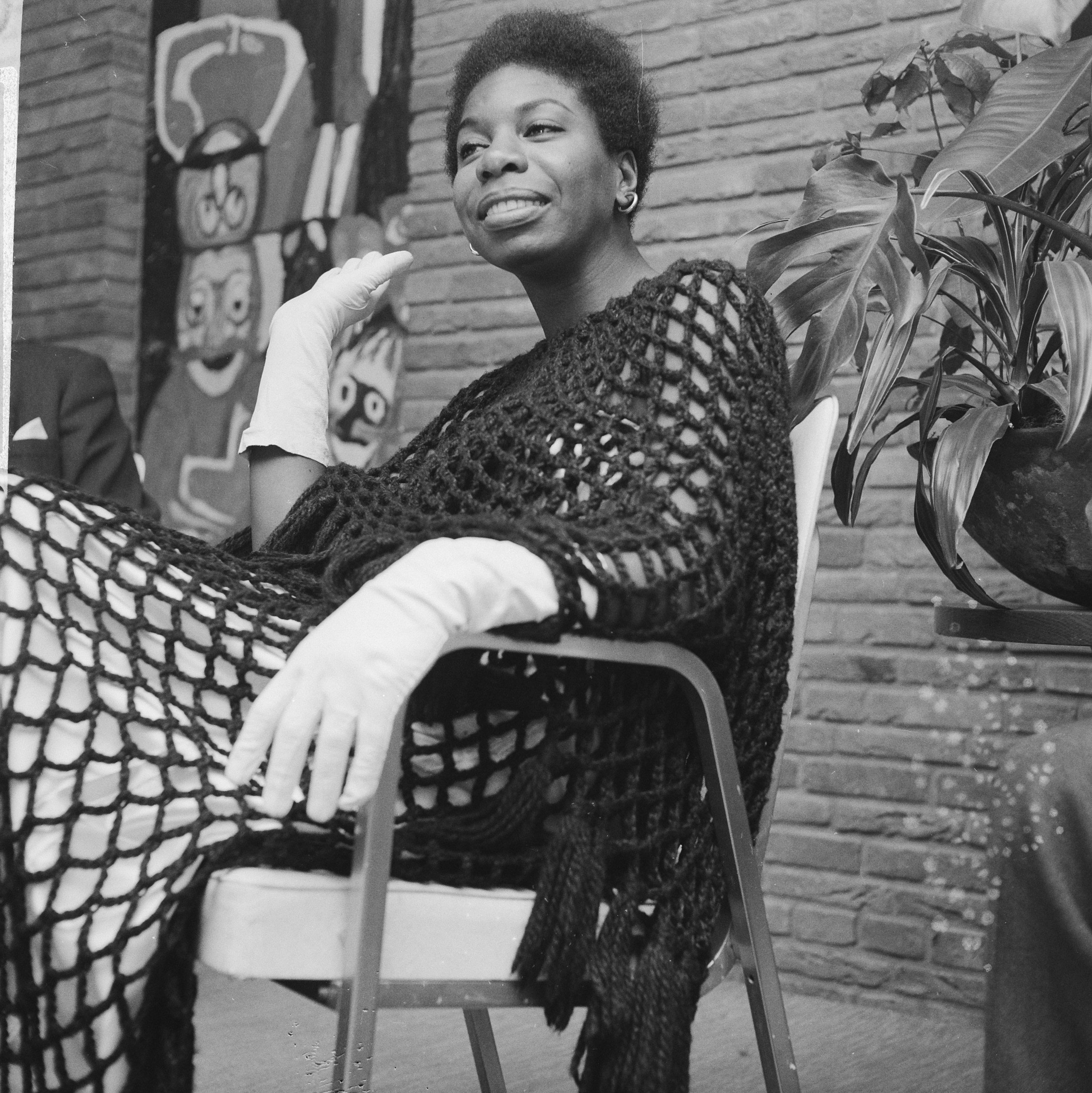
Nina Simone (1965)

Der Titel Ain't Got No / I Got Life von ihrem 1968er-Album ’Nuff Said! ist ein Medley aus zwei Songs aus dem Musical Hair. Einem größeren Publikum bekannt wurde sie vor allem durch ihren Song My Baby Just Cares for Me, der 1987 dank einem Chanel-Werbespot, 30 Jahre nach der Aufnahme des Stücks, ein Welthit wurde. An den Verkaufserlösen war sie nur minimal beteiligt. 1993 kam der Film Codename: Nina mit Bridget Fonda in der Hauptrolle in die Kinos – mit einem Soundtrack, der teilweise aus Musik von Nina Simone bestand. In dem 1999er-Remake von Thomas Crown ist nicht zu fassen mit Pierce Brosnan und Rene Russo taucht das Intro ihrer Version des Gospels Sinnerman immer wieder auf, um schließlich den Höhepunkt des Films mit ihrem unverwechselbaren Gesang zu unterlegen. 2009 nutzte Pandemic Studios Simones Version des Lieds Feeling Good sowie eine Remix-Version als musikalische Untermalung des im Paris des Zweiten Weltkriegs spielenden Computerspiels Saboteur. Dieser Song wurde auch als Sample für New Day von Kanye West und Jay-Z auf deren Kollaborationsalbum Watch the Throne.
Im Dezember 2017 wurde Simone postum mit der Aufnahme in die Rock and Roll Hall of Fame geehrt. Die offizielle Zeremonie fand im April 2018 statt. Die Laudatio hielt Mary J. Blige.

### Filme

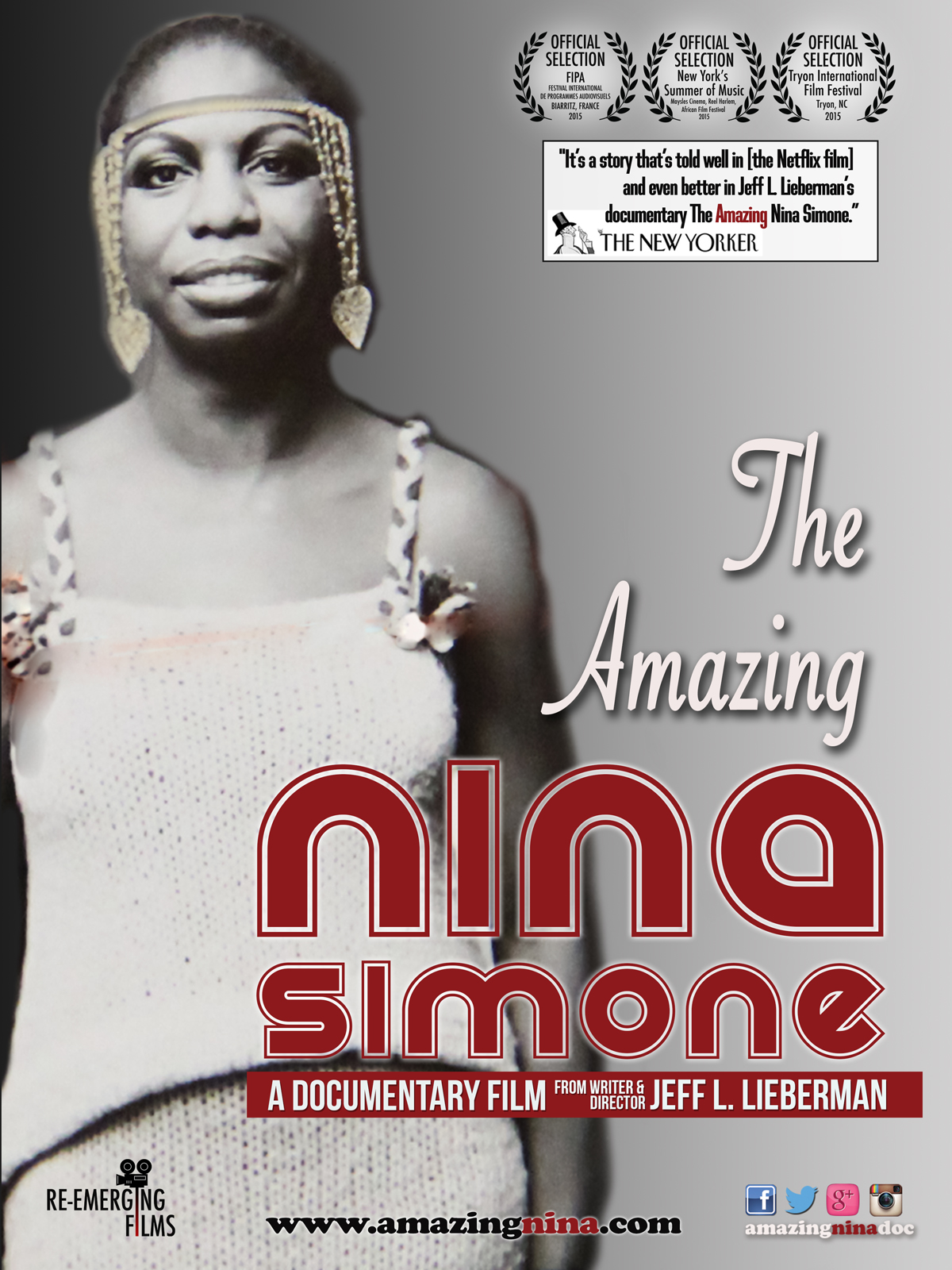
The Amazing Nina Simone, ein Dokumentarfilm von Jeff Lieberman

Der französische Dokumentarfilm Nina Simone: La Légende wurde in den 1990er-Jahren von dem französischen Filmemacher Frank Lords gedreht. Er basiert auf der Autobiografie I Put a Spell on You und zeigt mehrere Sequenzen aus verschiedenen Phasen der Karriere der Sängerin, Interviews mit Freunden und der Familie sowie mit Nina Simone selbst während ihres Umzugs in die Niederlande und während einer Reise zu ihrem Geburtsort. Einige Szenen des Dokumentarfilms stammen aus einem 26-minütigen biografischen Dokument, das zuvor von Peter Rodis gedreht und 1969 unter dem Titel Einfach Nina veröffentlicht wurde.
Ihr Auftritt beim Montreux Jazz Festival 1976 ist als Video bei Eagle Rock Entertainment erhältlich (Nina Simone: Live at Montreux 1976. Dokumentarfilm. Regie: Jean Bovon, Arte, Schweiz, Großbritannien 1976). Der Film wird jedes Jahr in New York bei der Veranstaltung „The Rise and Fall of Nina Simone: Montreux, 1976“ gezeigt, die von Tom Blunt organisiert wird.
Unter der Regie von Liz Garbus wurde 2015 der Dokumentarfilm What Happened, Miss Simone? gedreht. Ausführende Produzentin war die Tochter von Lisa Simone, die Simones Nachlass verwendete. Der Film wurde als Gegenstück zu dem nicht autorisierten Film von Cynthia Mort (Nina, 2016) produziert und enthielt bisher unveröffentlichtes Archivmaterial. Premiere des Films war auf dem Sundance Film Festival im Januar 2015. Am 26. Juni 2015 wurde er von Netflix veröffentlicht. Die Veröffentlichung von Nina war für Dezember 2015 geplant wurde aber erst am 22. April 2016 in einer begrenzten Auflage und als Video-on-Demand veröffentlicht.
Einen Teil ihres Lebens behandelt der Spielfilm Nina mit Zoe Saldana in der Hauptrolle, der im April 2016 veröffentlicht wurde. Der Film löste Diskussionen zur Frage aus, ob Saldana – als Amerikanerin mit dominikanischen Wurzeln – für die Verkörperung einer Afroamerikanerin geeignet sei.

### Ehrungen

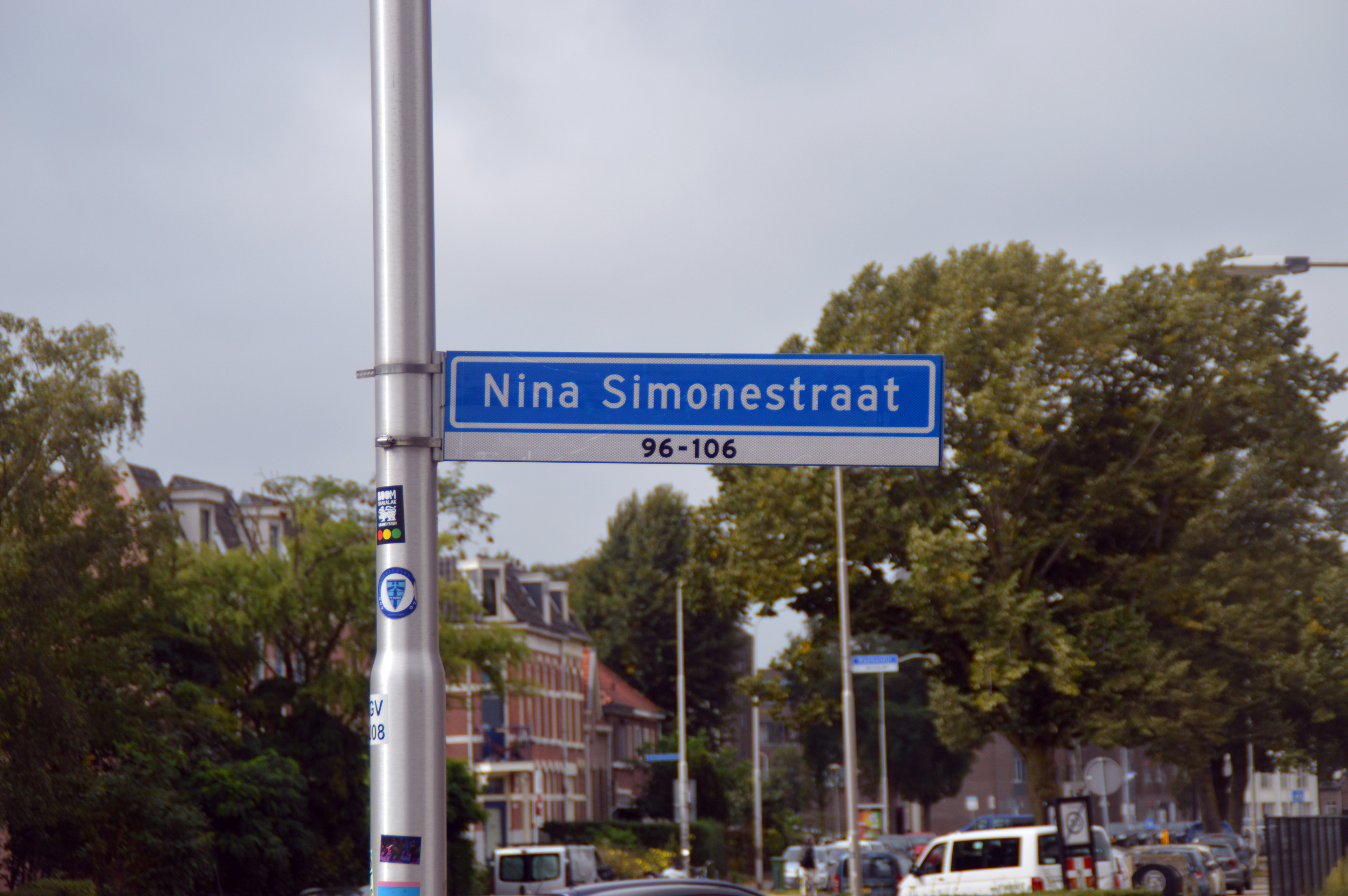
Nina Simone Straßenschild in Nijmegen (Niederlande)

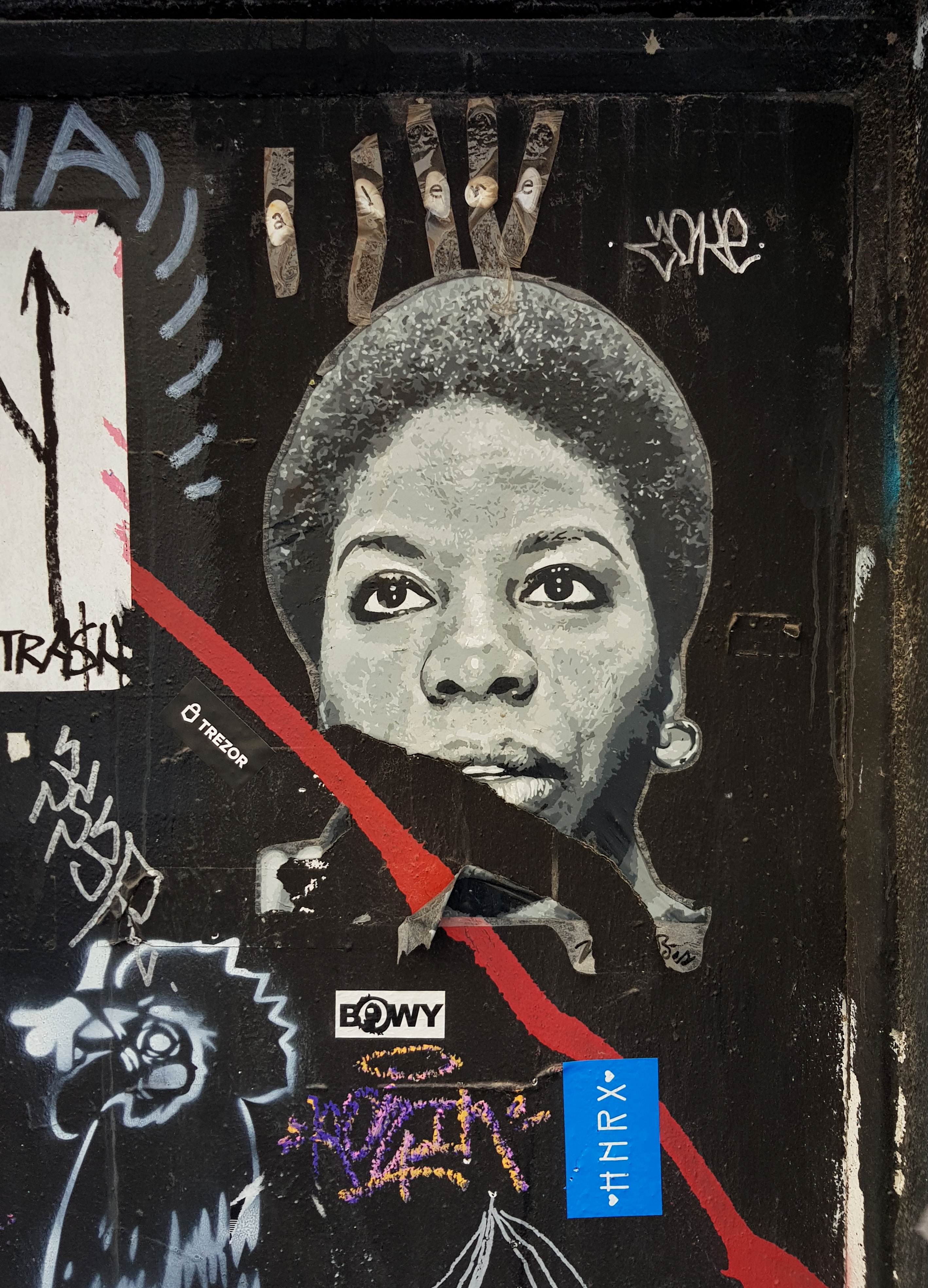
Streetart Porträt von Nina Simone in Valencia (Katalonien)

Der Rolling Stone listete Simone 2008 auf Rang 29 der 100 größten Sänger aller Zeiten.
Im Jahr 2002 benannte die Stadt Nijmegen (Niederlande) eine Straße nach ihr, die „Nina-Simone-Straße“: Sie hatte zwischen 1988 und 1990 in Nijmegen gelebt. Am 29. August 2005 ehrten die Stadt Nimwegen, die Konzerthalle De Vereeniging und mehr als 50 Künstler (darunter Frank Boeijen, Rood Adeo und Fay Claassen) Simone mit dem Tribute-Konzert Greetings from Nijmegen.
2004 begann Angélique Kidjo  als Hommage an Nina Simone mit Lizz Wright und Dianne Reeves das Projekt Sing the Truth. Unter der künstlerischen Leitung der Schlagzeugerin Terri Lyne Carrington widmen sich die Musikerinnen dem Werk engagierter Frauen wie Odetta, Billie Holiday, Miriam Makeba und anderen.
Die 2008 von der deutschen Jazzsängerin Lyambiko veröffentlichte CD Saffronia (Sony BMG) ist eine Hommage an Nina Simone.
Simone wurde 2009 in die North Carolina Music Hall of Fame aufgenommen.
Die amerikanische Funk- und Jazz-Sängerin Meshell Ndegeocello veröffentlichte 2012 ihr eigenes Tribute-Album Pour une Âme Souveraine (deutsch:Für eine Souveräne Seele): A Dedication to Nina Simone im Jahr 2012.
2013 veröffentlichte anschließend die US-amerikanische experimentelle Independent-Rock-Band Xiu Xiu ein Coveralbum, Nina.
Im Dezember 2017 wurde Simone postum mit der Aufnahme in die Rock and Roll Hall of Fame geehrt. Die offizielle Zeremonie fand im April 2018 statt. Die Laudatio hielt Mary J. Blige.
Bei den Proms wurde Nina Simone 2019 eine Hommage gewidmet: Das Metropole Orkest unter der Leitung von Jules Buckley spielte in der Royal Albert Hall das Stück Mississippi Goddamn. Ledisi, Lisa Fischer und Jazz-Trio, LaSharVu sorgten für den Gesang.
Am 11. Mai 2019 wird am Rande des Konzerts, das ihre Tochter Lisa Simone im Rahmen des Jazzfestivals im Theater von Longjumeau gibt, in Anwesenheit ihrer Tochter und ihrer Enkelin Rihanna eine Nina-Simone-Allee eingeweiht, die zum Auditorium des Theaters führt. Auch in Heidelberg wurde 2018 im ehemaligen US-Hauptquartier eine Straße nach ihr benannt.

### Diskografie
Nina Simone konnte seit ihrem Karrierebeginn 1959 über fünf Jahrzehnte Alben und Singles in den Charts platzieren. Noch nach ihrem Tod 2003 erreichten postume Veröffentlichungen die Charts. Aufgeführt sind jeweils nur Platzierungen in den Hauptcharts. Auch in den genrespezifischen Jazz-, Adult-Contemporary- und Black-Music-Charts verschiedener Länder war Simone vertreten. Gemäß Quellenangaben und Schallplattenauszeichnungen hat sie bisher mehr als 2,5 Millionen Tonträger verkauft. Die erfolgreichste Veröffentlichung von Simone ist das Album The Very Best of mit über 600.000 verkauften Einheiten. Zu Details über die Diskografie siehe Nina Simone Diskografie.
Chartplatzierungen von Studioalben

| Jahr | Titel                                                        | Höchstplatzierung, Gesamtwochen, AuszeichnungChartplatzierungen (Jahr, Titel, Platzierungen, Wochen, Auszeichnungen, Anmerkungen) | Höchstplatzierung, Gesamtwochen, AuszeichnungChartplatzierungen (Jahr, Titel, Platzierungen, Wochen, Auszeichnungen, Anmerkungen) | Höchstplatzierung, Gesamtwochen, AuszeichnungChartplatzierungen (Jahr, Titel, Platzierungen, Wochen, Auszeichnungen, Anmerkungen) | Höchstplatzierung, Gesamtwochen, AuszeichnungChartplatzierungen (Jahr, Titel, Platzierungen, Wochen, Auszeichnungen, Anmerkungen) | Höchstplatzierung, Gesamtwochen, AuszeichnungChartplatzierungen (Jahr, Titel, Platzierungen, Wochen, Auszeichnungen, Anmerkungen) | Anmerkungen |
| Jahr | Titel                                                        | DE | AT | CH | UK | US | Anmerkungen |
| ---- | ------------------------------------------------------------ | --- | --- | --- | --- | --- | --- |
| 1958 | Little Girl Blue auch bekannt als: My Baby Just Cares for Me | DE46 a (4 Wo.)DE | AT4 a (12 Wo.)AT | CH21 a (4 Wo.)CH | UK56 a Gold · (8 Wo.)UK | — | Erstveröffentlichung: 24. Juni 1958, spätere Neuveröffentlichung als Jazz as Played in an Exclusive Side Street Club |
| 1959 | The Amazing Nina Simone                                      | — | — | — | — | — | Erstveröffentlichung: 1959                                                                                           |
| 1961 | Forbidden Fruit                                              | — | — | — | — | — | Erstveröffentlichung: 1961                                                                                           |
| 1962 | Nina Simone Sings Ellington                                  | — | — | — | — | — | Erstveröffentlichung: 1962                                                                                           |
| 1964 | Broadway - Blues - Ballads                                   | — | — | — | — | — | Erstveröffentlichung: 1964                                                                                           |
| 1965 | Pastel Blues                                                 | — | — | — | — | US139 (7 Wo.)US | Erstveröffentlichung: 1965                                                                                           |
| 1965 | I Put a Spell on You                                         | — | — | — | UK18 (3 Wo.)UK | US99 (8 Wo.)US | Erstveröffentlichung: Juni 1965                                                                                      |
| 1965 | Let It All Out                                               | — | — | — | — | — | Erstveröffentlichung: 1965                                                                                           |
| 1966 | Wild Is the Wind                                             | — | — | — | — | US110 (9 Wo.)US | Erstveröffentlichung: 1966                                                                                           |
| 1966 | With Strings                                                 | — | — | — | — | — | Erstveröffentlichung: 1966                                                                                           |
| 1967 | High Priestess of Soul                                       | — | — | — | — | — | Erstveröffentlichung: 1967                                                                                           |
| 1967 | Sings the Blues                                              | — | — | — | — | — | Erstveröffentlichung: April 1967                                                                                     |
| 1967 | Silk & Soul                                                  | — | — | — | — | US158 (4 Wo.)US | Erstveröffentlichung: Oktober 1967                                                                                   |
| 1969 | ’Nuff Said!                                                  | — | — | — | UK11 (1 Wo.)UK | — | Erstveröffentlichung: Februar 1968                                                                                   |
| 1969 | Nina Simone and Piano!                                       | — | — | — | — | — | Erstveröffentlichung: 1969                                                                                           |
| 1969 | To Love Somebody                                             | — | — | — | — | — | Erstveröffentlichung: 1969                                                                                           |
| 1971 | Here Comes the Sun                                           | — | — | — | — | US190 (4 Wo.)US | Erstveröffentlichung: 1971                                                                                           |
| 1974 | It Is Finished                                               | — | — | — | — | — | Erstveröffentlichung: 1974                                                                                           |
| 1978 | Baltimore                                                    | — | — | — | — | — | Erstveröffentlichung: 1978                                                                                           |
| 1986 | Nina’s Back                                                  | — | — | — | — | — | Erstveröffentlichung: 1986                                                                                           |
| 1993 | A Single Woman                                               | — | — | — | — | — | Erstveröffentlichung: 1993                                                                                           |
| 2020 | Fodder on My Wings                                           | — | AT57 (1 Wo.)AT | — | — | — | Neuauflage, Erstveröffentlichung: 1982 (Frankreich)                                                                  |

grau schraffiert: keine Chartdaten aus diesem Jahr verfügbar